# Fritz Neumayer
Fritz Neumayer (* 29. Juli 1884 in Kaiserslautern; † 12. April 1973 in München) war ein deutscher Politiker (FDP, später FVP). Er war von 1947 bis 1948 Minister für Wirtschaft und Verkehr des Landes Rheinland-Pfalz, von 1952 bis 1953 Bundesminister für Wohnungsbau und von 1953 bis 1956 Bundesminister der Justiz.

## Ausbildung und Beruf
Nach dem Abitur begann Neumayer zunächst ein Studium der Medizin, absolvierte dann aber ein Studium der Rechtswissenschaft in Würzburg, Berlin, Leipzig und Straßburg, welches er mit dem ersten und 1910 mit dem zweiten juristischen Staatsexamen beendete. 1906 wurde er Mitglied des Corps Rhenania Würzburg. Ab 1911 war er als Rechtsanwalt in Kaiserslautern tätig. 1945 wurde er zum Präsidenten des Landgerichts Kaiserslautern berufen. Nach seinem Ausscheiden aus dem Ministeramt 1956 wurde Neumayer erst Aufsichtsratsvorsitzender der Pfaff AG, später Ehrenvorsitzender des Aufsichtsrates.

## Familie
Neumayer entstammt einer alteingesessenen pfälzischen Juristenfamilie mit liberaler Tradition. Bereits sein Großvater und sein Vater saßen für die Nationalliberalen im bayerischen Parlament. Sein Großonkel, der Naturwissenschaftler Georg von Neumayer, gilt als Begründer der Antarktis-Forschung.
Neumayer war verheiratet und hatte vier Kinder.

## Partei
Nach dem Ende des Zweiten Weltkrieges trat Neumayer in die FDP ein. Er gehörte mit Thomas Dehler und Alfred Onnen zu der parteiinternen Untersuchungskommission, die die Naumann-Affäre von 1952 untersuchte. Anfang 1956 verließ er mit den anderen FDP-Bundesministern die Liberalen und wurde Mitglied der neu gegründeten Freien Volkspartei (FVP), mit der er sich schon nach gut einem Jahr der DP anschloss.

## Abgeordneter
Neumayer war 1946/47 Mitglied der Beratenden Landesversammlung des Landes Rheinland-Pfalz und dort Vorsitzender der gemeinsamen Fraktion der liberalen Parteien Sozialer Volksbund und Liberale Partei, die in Rheinhessen und der Pfalz bzw. im Rheinland getrennt voneinander angetreten waren. Dem Rheinland-Pfälzischen Landtag gehörte er von 1947 bis 1951 an. Bis zum 9. Juli 1947, als er zum Landesminister ernannt wurde, blieb er Vorsitzender der liberalen Fraktion. Anschließend wurde sein Landtagsmandat bis zum 9. April 1948 zum Ruhen gebracht. 
Von 1949 bis 1957 war Neumayer Mitglied des Deutschen Bundestages. Am 23. Februar 1956 verließ er gemeinsam mit der so genannten „Euler-Gruppe“ die FDP-Bundestagsfraktion und gehörte dem Bundestag zunächst als fraktionsloser Abgeordneter an. Am 15. März 1956 wurde er Mitglied der von der Euler-Gruppe gebildeten „Demokratischen Arbeitsgemeinschaft“, die sich am 26. Juni 1956 in FVP-Bundestagsfraktion umbenannte und am 14. März 1957 schließlich mit der DP die DP/FVP-Fraktion bildete. 
Fritz Neumayer ist stets über die Landesliste Rheinland-Pfalz in den Bundestag eingezogen.

## Öffentliche Ämter
Vom 9. Juli 1947 bis zum 9. April 1948 war Neumayer Minister für Wirtschaft und Verkehr des Landes Rheinland-Pfalz in der von Ministerpräsident Peter Altmeier geführten Landesregierung. In dieser Funktion war er auch Vertreter des Landes Rheinland-Pfalz im Eisenbahn-Verkehrsrat der Betriebsvereinigung der Südwestdeutschen Eisenbahnen, der Staatsbahn in der französisch besetzten Zone.
Am 15. Juli 1952 wurde er als Nachfolger des verstorbenen Eberhard Wildermuth als Bundesminister für Wohnungsbau in die von Bundeskanzler Konrad Adenauer geleitete Bundesregierung berufen.
Nach der Bundestagswahl 1953 wurde er am 20. Oktober 1953 zum Bundesminister der Justiz ernannt. In dieser Funktion engagierte er sich vor allem für eine Strafrechtsreform. Im Zuge einer Kabinettsumbildung schied er aus Altersgründen am 16. Oktober 1956 aus der Bundesregierung aus.

## Ehrung
- 1956: Großkreuz des Verdienstordens der Bundesrepublik Deutschland